# Makotoïta
La makotoïta és un mineral de la classe dels sulfurs.

## Característiques
La makotoïta és un sulfur de fórmula química Ag₁₂(Cu₃Au)S₈. Va ser aprovada com a espècie vàlida per l'Associació Mineralògica Internacional l'any 2020, i encara resta pendent de publicació. Cristal·litza en el sistema trigonal.
L'exemplar que va servir per a determinar l'espècie, el que es coneix com a material tipus, es troba conservat a la col·lecció mineralògica del Museu Geològic de la Xina, a Beijing (República Popular de la Xina), amb el número de catàleg: m16110.

## Formació i jaciments
Va ser descoberta al dipòsit d'or de Funan, situat a la ciutat de Zhaoyuan, a Yantai (Shandong, República Popular de la Xina), sent l'únic a tot el planeta on ha estat descrita aquesta espècie mineral.